# 交叉形式 (4次元多様体)
数学において、向き付けられたコンパクト4次元多様体上の交叉形式（こうさけいしき、英: intersection form）は、4次元多様体の第2コホモロジー群上の特別な対称双線型形式である。この形式は、滑らかな構造の存在に関する情報を含む4次元多様体のトポロジーの多くを反映している。

## 定義
交叉形式
{\displaystyle Q_{M}\colon H^{2}(M;\mathbb {Z} )\times H^{2}(M;\mathbb {Z} )\to \mathbb {Z} }
は、
{\displaystyle Q_{M}(a,b)=\langle a\smile b,[M]\rangle }
により与えられる。4次元多様体が滑らかでもあるときは、ド・ラームコホモロジーにおいて、a と b が 2-形式 α と β としてそれぞれ表現されているとき、交叉形式は、積分
{\displaystyle Q(a,b)=\int _{M}\alpha \wedge \beta }
で表すことができる。ここに {\displaystyle \wedge } はウエッジ積である。外積代数を参照。

## ポアンカレ双対性
ポアンカレ双対性により交叉形式の幾何学的な定義が可能である。a と b のポアンカレ双対が、横断的に交叉する曲面（あるいは 2-サイクル）A と B により表されているとき、各々の交叉点は向き付けに依存して重複度 +1 か −1 を持ち、QM(a, b) はこれらの重複度の和となる。
従って、交叉形式も第2ホモロジー群上のペアと考えることができる。ポアンカレ双対性は、交叉形式が（捩れの違いを除いて）ユニモジュラーであることも意味する。

## 性質と応用
ウーの公式により、スピン構造を持つ4次元多様体は、偶の交叉形式、つまり、Q(x,x) はすべての x に対し偶数となる。単連結な 4次元多様体（あるいはより一般的に第一ホモロジー群に 2-torsion を持たないような多様体）に対して、逆が成り立つ。
交叉形式の符号は重要な不変量である。4次元多様体が 5次元多様体の境界となることと、交叉形式の符号が 0 であることとは同値である。ファン・デル・ブリージの補題(Van der Blij's lemma)は、スピン 4次元多様体は 8 倍数の符号を持つことを意味している。実際、ロホリンの定理は、滑らかなコンパクトなスピン 4次元多様体は 16 の倍数の符号を持つという定値である。
マイケル・フリードマン(Michael Freedman)は、交叉形式を使い、単連結な位相 4次元多様体を分類した。整数上の任意のユニモジュラー対称双線型形式 Q が与えられると、整数係数の交叉形式 Q をもつ単連結な 4次元多様体 M が存在する。Q が偶であれば、一意にそのような多様体が存在する。Q が奇であれば、2つの（少なくともひとつの対）は滑らかな構造を持たない多様体が存在する。同じ交叉形式をもつ 2つの単連結な閉じた 4次元多様体は同相である。奇の場合には、2つの多様体は、カービー・ジーベンマン不変量により識別される。
ドナルドソンの定理は、正定値な交叉形式をもつ滑らかな単連結である 4次元多様体は、対角化可能な（スカラー 1）の交叉形式を持つという定理である。従って、フリードマンの分類は、滑らかでない 4次元多様体（例えば、E8多様体(E8 manifold)が多数存在することを意味する。

## 向きつけ不能多様体
Z/2Z 係数に対するポアンカレ双対のバージョンが存在することと全く同様に、Z というよりも Z/2Z 係数の交叉形式のバージョンも存在する。この方法により、向きつけ不能な多様体も、同じように交叉形式を持つ。もちろん、この多様体のどれもド・ラームコホモロジーで理解することはできない。